# Episodi de I gemelli Edison (seconda stagione)
La seconda stagione della serie televisiva I gemelli Edison è stata trasmessa in anteprima in Canada dalla CBC Television tra il 15 settembre 1984 e il 16 marzo 1985.
| nº | Titolo originale   | Titolo italiano | Prima TV Canada   | Prima TV Italia |
| -- | ------------------ | --------------- | ----------------- | --------------- |
| 1  | Snakes and Ladders |                 | 15 settembre 1984 |                 |
| 2  | A Penny Saved      |                 | 6 ottobre 1984    |                 |
| 3  | Ghosts for Sale    |                 | 20 ottobre 1984   |                 |
| 4  | Enemy of Weston    |                 | 3 novembre 1984   |                 |
| 5  | Double Trouble     |                 | 17 novembre 1984  |                 |
| 6  | Blow Up            |                 | 1º dicembre 1984  |                 |
| 7  | Mars to Paul       |                 | 15 dicembre 1984  |                 |
| 8  | Boom Boom Edison   |                 | 5 gennaio 1985    |                 |
| 9  | Team Rubberknees   |                 | 19 gennaio 1985   |                 |
| 10 | Go Fly a Kite      |                 | 2 febbraio 1985   |                 |
| 11 | Dark Horse         |                 | 16 febbraio 1985  |                 |
| 12 | Alive or Dead      |                 | 2 marzo 1985      |                 |
| 13 | Rescue at Sea      |                 | 16 marzo 1985     |                 |